# Solenopsis photophila
Solenopsis photophila är en myrart som beskrevs av Santschi 1923. Solenopsis photophila ingår i släktet eldmyror, och familjen myror. Inga underarter finns listade i Catalogue of Life.

## Bildgalleri

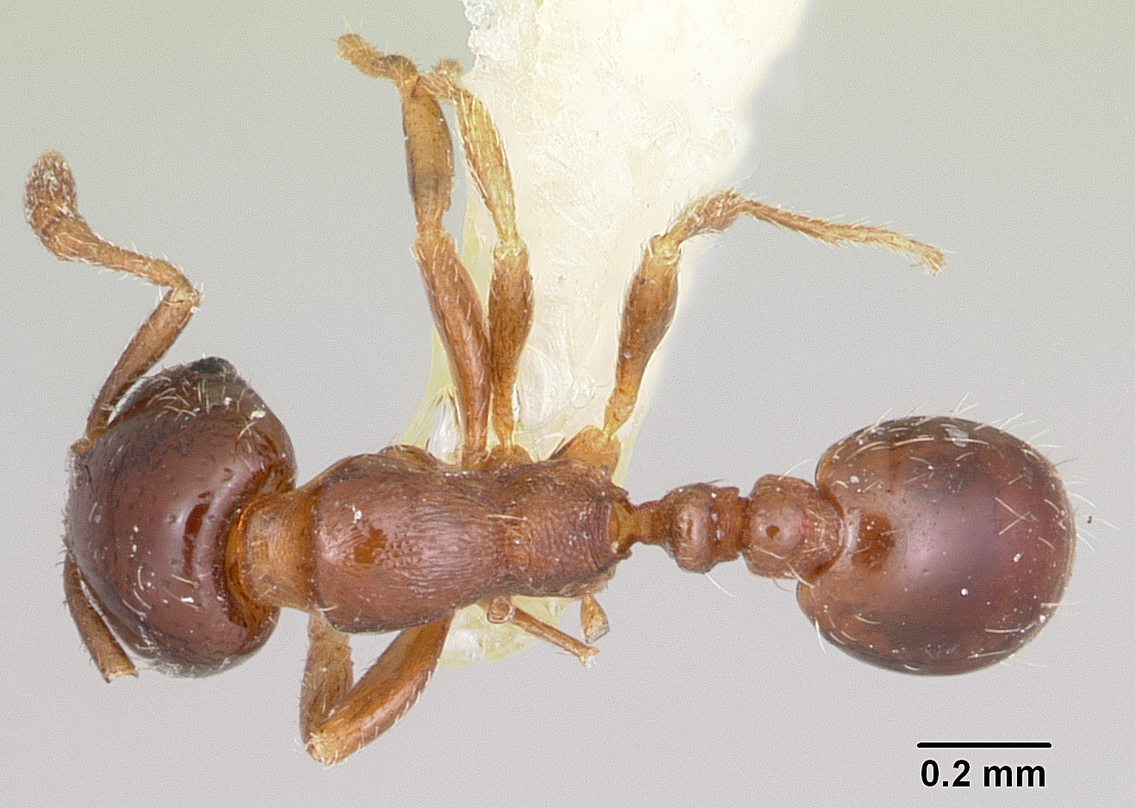
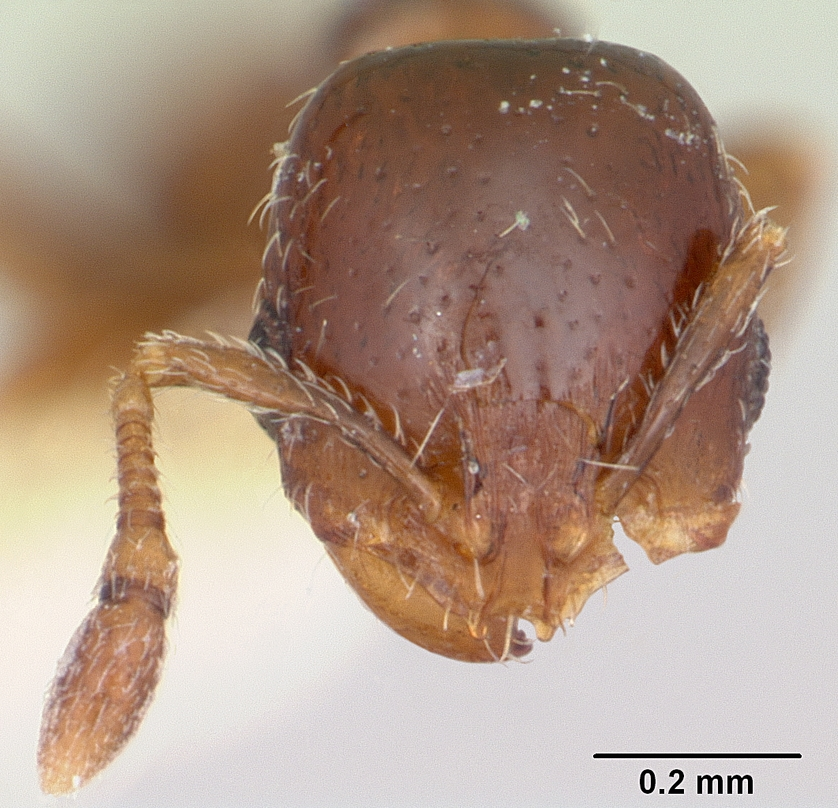
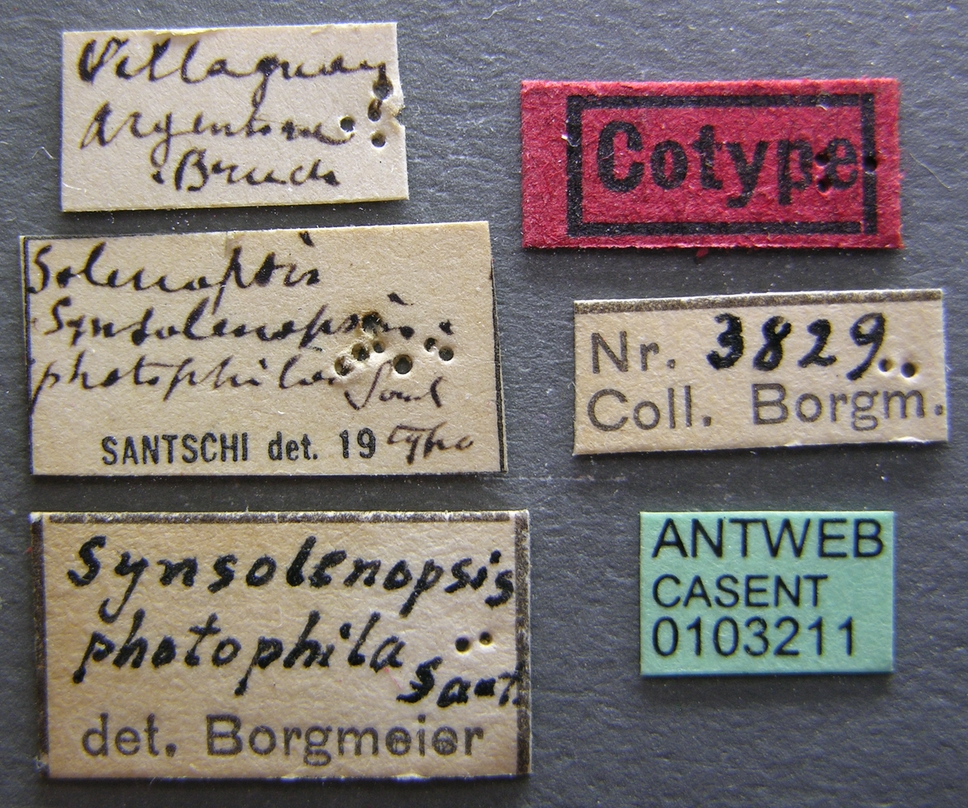
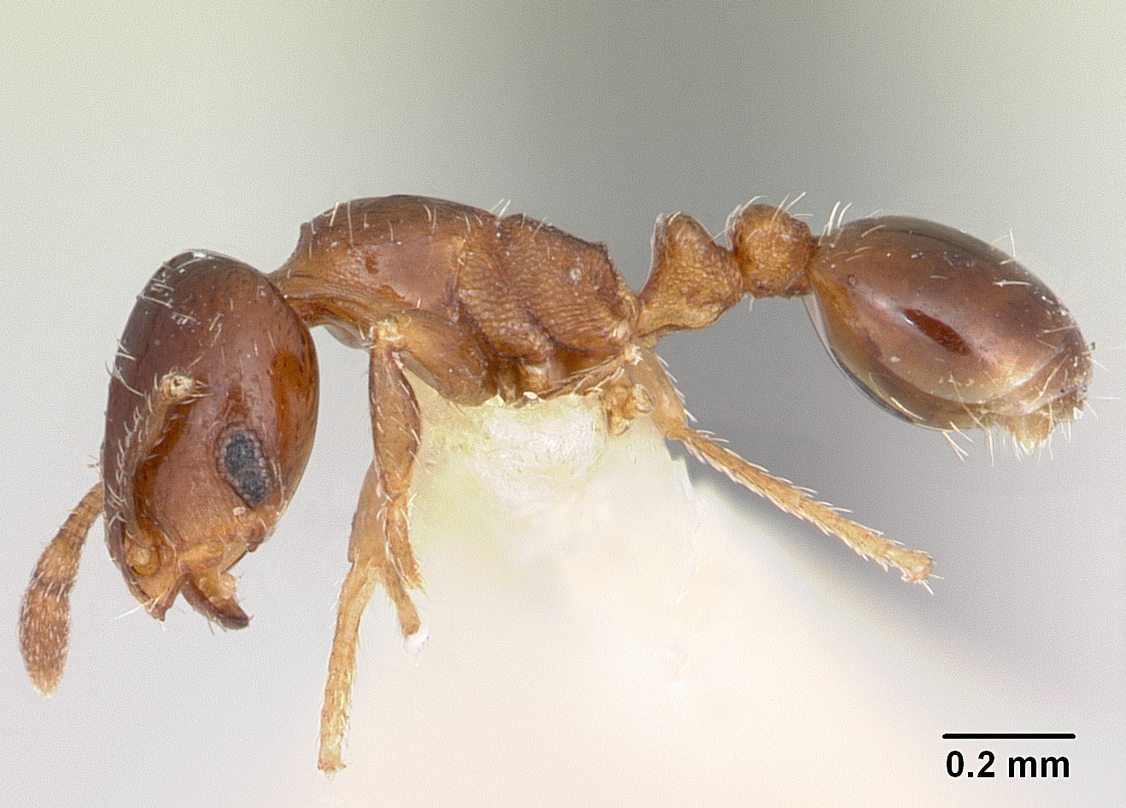